# 三遊亭圓丈
三遊亭 圓丈（さんゆうてい えんじょう）は落語家の名跡。現在は空き名跡。
- 三遊亭圓丈 - 後：六代目司馬龍生
- 三遊亭圓丈 - もう一人圓丈がいた可能性があるが詳細不明
- 三遊亭圓丈 - 四代目橘家圓喬門下で橘家喬太から三遊亭圓丈となる。本名：山内 正次郎。
- (初代)二代目三遊亭圓丈 - 本項にて詳述

三遊亭 圓丈（さんゆうてい えんじょう、1944年12月10日 - 2021年11月30日）は落語協会に所属していた落語家。本名：大角 弘。愛知県名古屋市出身で、東京都足立区六町に在住していた。出囃子は『官女』。新作落語において多くの作品を残し、後進の新作落語家に大きな影響を与えたことで知られる。

## 芸歴
- 1964年12月 - 六代目三遊亭圓生に入門、前座名「ぬう生」[1]。
- 1969年4月 - 二ツ目に昇進。
- 1978年3月 - 真打昇進、「圓丈」を襲名。
- 2021年11月 - 死去。

## 受賞歴
- 1981年 - 第9回日本放送演芸大賞最優秀ホープ賞

## 役職
- 2001年10月 - 落語協会理事付役員
- 2006年6月 - 落語協会監事
- 2014年 - 落語協会常任理事
- 2020年 - 落語協会理事

## 来歴
1944年12月10日、愛知県名古屋市瑞穂区雁道町に生まれる。生家は写真館。明治大学文学部中退。
1964年12月、六代目三遊亭圓生に入門、七番弟子となる。顔かたち雰囲気が「ヌーッ」としているところからの師匠の命名で前座名「三遊亭ぬう生」を名乗る。
1969年4月、二ツ目に昇進。
1978年3月、6人抜きの抜擢で柳亭金車と共に真打に昇進して「三遊亭圓丈」を襲名。表記については本人の出版物・作成物の名義や、本人（及び門弟）の表記は一貫して「円丈」と表記されている。一部媒体においても「圓」の付く落語家の中で、彼のみ「円丈」で分けて記されているものが存在するが、本人は「どっちでも良い」と語っている。代数としては、本人は三代目を名乗ったが、落語協会公式においては、「初代」という位置づけになっていた。師匠圓生が、圓丈の真打昇進の際に「(以前その名前を名乗り、売れなかった落語家を代数に入れる必要は無いから)お前が初代だ」と発言した事が起因と思われる。また、新宿末廣亭寄席だよりや、東京かわら版発行の名鑑では「二代目」と表記されていた。同年6月に落語協会分裂騒動が勃発し師匠圓生と共に落語協会を脱会・落語三遊協会に参加する。1979年の圓生急逝を受け1980年に落語三遊協会が解散したため落語協会に復帰。
師匠・六代目三遊亭圓生が死去するまでは圓生が新作を嫌っていたこともあり、古典落語を演じることが多かったが、1980年代以降はもっぱら新作派として知られる。その演目のほとんどは自作である。従来の新作落語は落語芸術協会の柳家金語楼の流れを汲む、人情噺風のものが主流であったが、漫才ブームでスピード感のある笑いが支持を集める中、圓丈は“こうした新作がすでに古臭くなっている”と考え、独自の「実験落語」を創作。SF小説のような、奇想天外な世界観を持つ新作落語を数多く編み出し、ファンを獲得する。1980年にはP-MODELの平沢進と出会い、「シンセサイザー落語」を共に行う等もした。これらは、三遊亭白鳥（直系弟子）や柳家喬太郎、元は圓丈への弟子入りを考えていたという春風亭昇太といった新作を手がける後進の若手落語家や、上方の六代目桂文枝などに大きな影響を与えた。特に『グリコ少年』は、文枝や喬太郎が揃って影響を受けたと言っている。柳家喬太郎が圓丈作の『ぺたりこん』をレパートリーとするなど、圓丈自身よりも他の落語家のほうが口演する機会が多くなった圓丈作品もある。
2004年9月18日、国立演芸場で「円丈還暦まつり」を開催。かつてはローリング・ストーンズのベロマーク（タンロゴ）など、さまざまなワッペンを定紋代わりに着物に貼って高座に出ることが多かったが、還暦を迎えてからは飼い犬の似顔絵のワッペンを貼った袖無羽織（ちゃんちゃんこ）を着るようになった。
圓生の死後より新作のみを演じてきたが、2005年ごろから、高座で古典の口演を解禁した。弟子に教える噺は全て古典で、三遊派の演じ方にこだわり、『八九升』をまず最初に教える。自身は、『強情灸』『金明竹』などの軽い噺から『豊志賀の死』『らくだ』『居残り佐平次』『文七元結』など大ネタまでを演じている。そもそも圓生に入門したのも、新作をするなら基本をみっちり仕込んでくれるという動機があってのもので、本人曰く、二ツ目時代までで130本の古典落語を覚えたという。なお、古典を演じる時は眼鏡を外す。この際、客を巻き込んで儀式めいた演出を行い場を暖めるのが通例となっている。
2016年6月、かつて渋谷ジァン・ジァンで毎月開催されていた、自身主催の新作落語の会『実験落語』をCBGKシブゲキ!!にて実験落語neoとして復活させた。
晩年は記憶力の減退を公言しており、その対応策として、ネタ帳やタブレットPCを高座に持ち込んでいた。生前最後の定席出演は2020年10月4日の新宿末廣亭10月上席、高座出演は2020年12月23日、国立演芸場「円丈百席を聴く会」での「悲しみは埼玉に向けて」となった。2021年に入ると5月に硬膜下血腫（後に急性硬膜下血腫と判明）が定期検査で判明し、入院と投薬治療で改善が見られたため高座復帰へ向けてリハビリに励んでいたが、さらに肺炎を発症、その後入院生活が長引き、8月頃から意思の疎通が難しくなっていたという。
2021年11月30日15時5分、心不全のため東京都内の病院で死去。76歳没。訃報は同年12月5日、落語協会および圓丈のホームページで公表された。法名は「円明院釋弘丈」。墓所は蔵前陵苑。

## 人物
気難しい圓生から大きな期待をかけられた弟子であり、「あたしにはない、不思議なフラ（面白さ）を持っている」と前座時代から圓生は周囲に漏らしていたという。真打昇進は6人抜擢で、弟子の中で唯一、圓生は真打昇進披露興行に50日間1日も休まず付き合ったといわれる。「先に入ったものが偉い」落語の世界で、圓丈自身が七番弟子であったことを考えると、異例の扱いである。
三遊亭歌司、古今亭志ん駒、柳家さん遊、柳家小団治、柳家さん八、三遊亭圓龍、むかし家今松、古今亭志ん五、金原亭馬の助、橘家竹蔵、柳家小袁治と共に同期会「落友舎」を結成している。
兄弟子・五代目三遊亭圓楽とは師匠・圓生の死後に対立が表面化。1986年に出版した分裂騒動の回想記『御乱心 落語協会分裂と、円生とその弟子たち』で、落語協会分裂騒動の際の圓楽の行動を厳しく批判した。また、圓楽の惣領弟子である三遊亭鳳楽による7代目圓生襲名の話についても、自分が圓生を襲名すべきだと主張。公演で落語を演ずることで7代目圓生にふさわしい者を決めようと対決し、その後は六代目三遊亭圓窓の参戦もあったが、7代目はいずれも継ぐことなく収束した（参照：三遊亭圓生#7代目圓生襲名問題）。
その後も圓楽の一門とは特段の交流はなかったが、2013年の円丈の新著「落語家の通信簿」で六代目円楽から誤認についての指摘を受けて増刷時に修正したのを機に意気投合し、円楽一門会のホームグラウンドである両国寄席に弟子達が出演するようになった他、2014年3月からは合同落語会「三遊ゆきどけの会」を開催し、2016年からは浅草演芸ホールの7月余一会として新たに「三遊落語まつり」と名前を変えて圓丈・六代目円楽の死後も交流が続けられている。

## 追悼

### 雑誌
- 東京かわら版 2022年6月号 特集「追悼 闘う落語家 三遊亭円丈」p3～p69

### ラジオ
- 東海ラジオ『なごやか寄席～三遊亭 圓丈 特別編～』[11]  「ぺたりこん」（1979年）、「新寿限無」（1981年）[注釈 1]  2021年12月12日（日）27:00～29:00（12月13日（月）午前3:00～5:00）。  出演：村上和宏（東海ラジオアナウンサー）
- TBSラジオ『ラジオ寄席スペシャル 三遊亭円丈さん追悼特集「ありがとう！円丈さん」』[12]  「悲しみは埼玉に向けて」（2004年）  2021年12月28日（火）22:00～22:55  出演：赤荻歩（TBSアナウンサー）、柳家小ゑん、柳家喬太郎、三遊亭白鳥

### CS
- 寄席チャンネル（2021年12月12日）
  - 『三遊亭円丈 芸道50周年記念『円丈新作祭』(2015年)』（再放送）「シンデレラ伝説」「寄席沈没」
  - 『実験落語neo～シブヤ炎上またもや～（2016年）』（再放送）「遥かなるたぬきうどん」

### 公演
- 『三遊亭円丈三回忌追善落語会～グリコ少年はもういない～』（2023年11月24日、天満天神繁昌亭）桂おとめ、林家染八、笑福亭たま、桂あやめ、笑福亭鶴笑、笑福亭福笑

## 逸話
執筆した著書の多くはジョーク本や趣味本であるが、『御乱心』や『落語家の通信簿』は同僚・同業者批判が含まれ、議論を巻き起こした。
多趣味でも知られ、その一つに狛犬の研究がある。1996年には日本参道狛犬研究会を設立した。
仕事で北海道に行った時、カニを食べたところ、ショック症状に陥ったことがあり、以来カニは避けているとのこと。
プロ野球では地元球団である中日ドラゴンズのファンであり、球団誌『月刊ドラゴンズ』に「三遊亭円丈の頑張ろみゃ～ドラゴンズ」を連載している。あまりにも熱狂的な（「中日版徳光和夫」と例えられる程に狂信的と評する向きもある）ため、中日スポーツのコラムなどで他球団選手やファンなどを激しくこき下ろすことが多い。しかしながら、阪神タイガースの掛布雅之とテレビCMで共演したことがある。2003年に中日監督の山田久志がシーズン途中で退任した際には、後任として「名古屋の活性化のために」との理由から落合博満を推薦していた。
パソコンやコンピュータゲームに精通し、パソコン雑誌『Oh!FM』（日本ソフトバンク、終刊）に「円丈の言いたい放題」を2回連載、パソコンゲーム雑誌『ポプコム』（小学館、休刊）誌上にてゲーム評「円丈のドラゴンスレイヤー」を長期連載したほか、自作ゲームのソースコード掲載なども行った。パソコンゲーム『サバッシュ』『サバッシュ2』ではゲームシステムからシナリオまでを担当した。パソコンやゲームをネタにした新作落語を作り高座にかけたり、高座にパソコン（とモニタ）を持ち込んだこともある。ゲームはRPGを好んでおり、その中でも『ウィザードリィシリーズ』や『ドラゴンクエストシリーズ』を好んでプレイしていた。高齢になった晩年は、WEBサイトを自身で更新する程度となっていた。
名古屋まつりのテレビ中継にゲスト出演した際、同まつりの目玉である「郷土三英傑行列」（織田信長・豊臣秀吉・徳川家康の仮装巡行）について、アナウンサーから「三英傑の中で、誰が一番好きですか?」と聞かれた時、「僕は3人とも嫌いです。みんな郷土を捨てた人物ですから」と答えた。
テレビで、怪獣が鈴本演芸場と間違えて隣のビルを踏みつぶすという『ブラックザウルス』という噺を演じたところ、隣のビルの会社からクレームが入った。
三代目古今亭圓菊とはヘラブナ釣り仲間、「ヘラ友」であった。このことから、例年大晦日に浅草演芸ホールで行われる「落語協会釣り落としの会」（釣り同好会の芸人による興行）にも参加しており、何度か主任（トリ）を務めたこともある（出演は2019年まで）。
圓丈が膝を痛めて正座がしにくくなったとき、弟子に「春風亭百栄さんが行っている接骨院が良いみたいですよ」と言われ、行ったら2ヶ月で治った。その噂が広がり三遊亭白鳥や四代目三遊亭圓歌も行き始めた。

## 影響を与えた落語家

### 圓丈チルドレン
- 春風亭昇太 - 圓丈が亡くなった時には、落語芸術協会のサイトに会長として[14]、また個人ブログ[15] で3回にわたって長文の追悼文を発表した[注釈 4]。
- 柳家喬太郎
- 三遊亭白鳥 - 圓丈の直弟子でもある
- 林家彦いち

この4名は、新作落語を専門に行う落語家ユニットSWA (話芸集団)のメンバーとしても活動している。

### 江戸
- 柳家小ゑん
- 夢月亭清麿
- 四代目三遊亭圓歌
- 三代目古今亭圓菊
- 三遊亭丈二
- 瀧川鯉朝
- 春風亭百栄
- 三遊亭天どん

### 上方
- 六代桂文枝 - 創作落語を手がけるきっかけとなった[16]
- 桂文珍[17]
- 笑福亭福笑

## 演目

### 新作落語

#### 自作
- アマゾンの朝は早い
- いたちの留吉
- 稲穂のじゅうたん
- 稲葉さんの大冒険
- インドの落日
- 失われたキンタマ
- 宇宙瞑想曲
- 悲しみは埼玉に向けて
- 悲しみの大須
- グリコ少年
- 肥辰一代記
- 前座チャンネル
- 双蝶々スカイツリー
- 即興詩人
- タイタニック
- ナナ、人間になる
- なんばん
- 遥かなるたぬきうどん
- 82年はバラ色だった
- 噺家と万歩計
- パニック イン 落語界
- 振り返れば
- 一ツ家ラブストーリー
- ぺたりこん
- ムムムム
- 藪椿の陰で
- 夢一夜
- 横松和平
- 寄席沈没
- 寄席にも奇妙な物語
- ランゴランゴ
- ランボー 怒りの脱出
- わからない
- わたし犬

### 他作
- 一ツ家公園ラブストーリー[注釈 5]
- 江戸っ子カーナビ[注釈 6]

### 改作
- 新寿限無[注釈 7]
- 新ぐつぐつ[注釈 8]
- 名古屋弁錦明竹

### 古典
- 強情灸

## CD・レコード

### 落語
- 『三遊亭円丈落語コレクション 1st.』（ワザオギ）
  - 1.悲しみは埼玉へ向けて 2.10倍レポーター EJ-0001
- 『三遊亭円丈落語コレクション 2nd.』（ワザオギ）
  - 1.横松和平 2.いたちの留吉 EJ-0002
- 『三遊亭円丈落語コレクション 3rd.』（ワザオギ）
  - 1.一ツ家ラブストーリー 2.ふりかえれば 3.人情噺「かこいで、へ～～っ」 WZEJ-0303
- 『三遊亭円丈落語コレクション 4th.』（ワザオギ）
  - 1.新寿限無 2.わたし犬 3.名古屋版金明竹 WZCR-01004
- 『三遊亭円丈落語コレクション 5th.』（ワザオギ）
  - 1.月のじゃがりこ 2.肥辰一代記 WZCR-01005
- 『三遊亭円丈落語コレクション 6th.』（ワザオギ）
  - 1.ぺたりこん 2.悲しみの大須 WZCR-01006
- 『三遊亭円丈落語コレクション 7th.』（ワザオギ）
  - 1.遥かなるたぬきうどん 2.新ぐつぐつ WZCR-01007
- 『三遊亭円丈落語コレクション 8th.』（ワザオギ）
  - 1.怪談「真景累ヶ淵」より〜豊志賀の死〜 2.新・ガマの油 WZCR-01008
- 『三遊亭円丈落語コレクション 9th.』（ワザオギ）
  - 1.居残り佐平次　2.強情灸 WZCR-01009
- 『三遊亭円丈落語コレクション 10th.』（ワザオギ）
  - 1.インドの落日 2.夢一夜　WZCR-01010

### 歌・その他
- 『恋のホワン・ホワン/恋のリハビリステーション』（7インチシングル、2018年01月24日、CREP-5702／2021年07月17日、OTS-252、TRIO/ULTRA-VYBE）1981年のレコードの再発売[18]。
- 『歌謡曲番外地 恋のホワン・ホワン トリオレコード・TV・ノベルティ篇』（Solid record、2019年01月23日、CDSOL-1820)

「恋のホワン・ホワン」収録。
- 『リハビリテーション』（Solid/Trio、2021年01月27日、CDSOL-1954）1981年のレコードアルバムのCDでの再発売。
- 夏木ゆたか、高信太郎、三遊亭円丈、浅沼道郎、三好鉄生『すごいドラゴンズの唄／すごい男の唄』（日本クラウン、1988年10月15日、2DKT-2048）

## DVD
- 『ワザオギ落語会VOL.1』（WZBR-0001、ワザオギ)
  - 「夢一夜」を収録

## 著書
- 『円丈18ラウンド・デスマッチ―5段階採点つき』（立風書房／1981年）
- 『円丈のまるでせこい回覧板』（PHP研究所／1983年）
- 『御乱心 落語協会分裂と、円生とその弟子たち』（主婦の友社／1986年）
  - 『師匠、御乱心!』 （小学館 2018年 ISBN 9784094064995 『御乱心～』の文庫版）

- 『雁道（がんみち）―名古屋禁断の書』（海越出版社／1987年）
- 『ファイナル雁道』（海越出版社／1992年）
- 『円丈のドラゴンスレイヤー ハマッた! 1(シミュレーションゲーム編)』新企画社編 小学館 1993
- 『THE 狛犬!コレクション―参道狛犬大図鑑』（立風書房／1995年）
- 『名古屋人の真実』（朝日文庫／2006年）　ISBN 978-4022614995
- 『ろんだいえん―21世紀落語論』（彩流社／2009年）　ISBN 978-4779113697
- 『落語家の通信簿』（祥伝社新書／2013年）

### 全集
全集と銘打ち円丈の新作落語を全て収録するというコンセプトは共通しているものの、巻ごとに発行元が異なっている。全5巻の予定。3巻以降は円丈没後の刊行。
- 円丈落語全集(１)（2016年1月、クエスト）ISBN 978-4863086883

グリコ少年／競走馬イッソー／インドの落日／悲しみは埼玉に向けて／稲穂のジュウタン／紙飛行機イブ／前座生中継／わからない／掘る／パパラギ／ドラマチックENJO／冷血／遥かなるポルノ自販機／あきな5号／寄席にも奇妙な物語／星を掴んで／宇宙瞑想曲／可哀想なウンコに香典を／肥辰一代記／アニマル・トラッキング
- 円丈落語全集（２）（2017年1月、円丈全集委員会）ISBN 978-4863087460

ぺたりこん／アンドーナッツ／パニックイン落語界'80／ムムムム／稲葉さんの大冒険／フイッ／白い螺旋階段／帰ってきた金さん銀さん／遙かなるたぬきうどん／悲しみの大須／新・月のじゃがりこ／藪椿の陰で／夢一夜／横松和平／スカイツリー心中／強情灸／特別座談会「実験落語とは何か？」三遊亭円丈✕夢月亭清麿✕柳家小ゑん
- 円丈落語全集（3）（2022年11月、DU BOOKS）ISBN 978-4866471839

まえがき（春風亭昇太）／東京足立伝説／奇跡の噺家 柳家ヘレン／イタチの留吉／噺家と万歩計／アマゾンの朝は早い／三桁の母／寄席沈没／累ヶ淵SADAKO3000／サイボーグ弟子／10倍レポーター／さすらい地蔵／幽霊物件コレクター／ブラック・ザウルス／なんばん／夢地獄／マタギの里／現代怪談『ハンザキ』／名古屋弁金明竹／新寿限無／手紙無筆U.S.A.／解説（杉江松恋）

### 関連書籍
- 『三遊亭圓丈・実験落語の世界』（企画集団落語王／冬至書房／1981年 ）

- 『5人の落語家が語るザ・前座修業』(稲田和浩・守田梢路共著／NHK出版生活人新書／2010年）ISBN 9784140883129

## 落語以外の活動

### 出演
- 日生ファミリースペシャル - 『姿三四郎』 講釈師
- だいじょうぶマイ・フレンド - DJの男
- コンピュートないと（後に『なんでもコンピュート』と改題）
- 忍者戦隊カクレンジャー - 講釈師
- ウンナンの桜吹雪は知っている
- 食べて極楽! - ナレーター
- やっとかめ探偵団（アニメ） - ナレーター
- ドラゴンズ倶楽部（名古屋テレビ）
- ゆきねえの名古屋なごやか喫茶（NHK名古屋放送局） - 第2回ゲスト
- 円丈のなごやは名古屋（CBCラジオ） - MC
- ザ・ノンフィクション「円丈 VS 老い ～あがく新作落語家～」（2015年6月7日、フジテレビ）[19]

### インターネット出演
- お台場寄席DOUGA（フジテレビ無料動画サイト「見参楽（みさんが！）」）

### CM
- 金鳥（金鳥マットで、当時阪神タイガースの掛布雅之と共演。台詞が老人福祉団体からクレームが付いて吹き直しされる）
- 酒のサリ（現：マインマート）
- ホーエー家電（現：コスモスベリーズ）
- 吉野家 （1980年頃）

### 音楽
- 『恋のホワン・ホワン』（作詞・作曲：Iam Gomm、Nick Lowe、日本語詞：有川正沙子、編曲：藤田大士） ※ニック・ロウの『恋するふたり』（Cruel to Be Kind）のカバー[20]。
- 『リハビリテーション』（1981年）[21]

### ゲーム
- サバッシュ - 原作、シナリオ[注釈 9]
- サバッシュII 〜メヒテの大予言〜 - 原作、シナリオ、総監修
- 宗春かるた - 監修、CD読み手

## 一門弟子

### 直弟子

#### 真打
- 三遊亭らん丈
- 三遊亭白鳥
- 三遊亭丈二
- 三遊亭天どん
- 三遊亭究斗 - 春風亭小朝門下から移籍
- 三遊亭彩大
- 三遊亭丈助
- 三遊亭れん生
- 三遊亭わん丈 - 圓丈死後は天どん門下へ移籍し、2024年3月真打昇進

#### 二ツ目
- 三遊亭ふう丈 - 圓丈死後は天どん門下へ移籍

### その他
- 小堀達夫（ガッポリ建設） - 元：三遊亭ぐん丈
- 三遊亭はらしょう - フリー

### 廃業
- 三遊亭遊園地[22]

### 系図
| 三遊亭圓丈 | 三遊亭圓丈 | 三遊亭圓丈 | 三遊亭圓丈 | 三遊亭圓丈 | 三遊亭圓丈 |  |  | 三遊亭らん丈     | 三遊亭らん丈 | 三遊亭らん丈 | 三遊亭らん丈 | 三遊亭らん丈 | 三遊亭らん丈 |  |  |                  |              |              |              |              |              |
| 三遊亭圓丈 | 三遊亭圓丈 | 三遊亭圓丈 | 三遊亭圓丈 | 三遊亭圓丈 | 三遊亭圓丈 |  |  | 三遊亭らん丈     | 三遊亭らん丈 | 三遊亭らん丈 | 三遊亭らん丈 | 三遊亭らん丈 | 三遊亭らん丈 |  |  |                  |              |              |              |              |              |
|            |            |            |            |            |            |  |  | 三遊亭白鳥       | 三遊亭白鳥   | 三遊亭白鳥   | 三遊亭白鳥   | 三遊亭白鳥   | 三遊亭白鳥   |  |  | 三遊亭青森       | 三遊亭青森   | 三遊亭青森   | 三遊亭青森   | 三遊亭青森   | 三遊亭青森   |
|            |            |            |            |            |            |  |  | 三遊亭白鳥       | 三遊亭白鳥   | 三遊亭白鳥   | 三遊亭白鳥   | 三遊亭白鳥   | 三遊亭白鳥   |  |  | 三遊亭青森       | 三遊亭青森   | 三遊亭青森   | 三遊亭青森   | 三遊亭青森   | 三遊亭青森   |
|            |            |            |            |            |            |  |  |                  |              |              |              |              |              |  |  | 三遊亭ぐんま     |              |              |              |              |              |
|            |            |            |            |            |            |  |  |                  |              |              |              |              |              |  |  |                  |              |              |              |              |              |
|            |            |            |            |            |            |  |  |                  |              |              |              |              |              |  |  | 三遊亭東村山     |              |              |              |              |              |
|            |            |            |            |            |            |  |  |                  |              |              |              |              |              |  |  |                  |              |              |              |              |              |
|            |            |            |            |            |            |  |  | 三遊亭丈二       |              |              |              |              |              |  |  |                  |              |              |              |              |              |
|            |            |            |            |            |            |  |  |                  |              |              |              |              |              |  |  |                  |              |              |              |              |              |
|            |            |            |            |            |            |  |  | 三遊亭天どん     | 三遊亭天どん | 三遊亭天どん | 三遊亭天どん | 三遊亭天どん | 三遊亭天どん |  |  | 三遊亭ふう丈     | 三遊亭ふう丈 | 三遊亭ふう丈 | 三遊亭ふう丈 | 三遊亭ふう丈 | 三遊亭ふう丈 |
|            |            |            |            |            |            |  |  | 三遊亭天どん     | 三遊亭天どん | 三遊亭天どん | 三遊亭天どん | 三遊亭天どん | 三遊亭天どん |  |  | 三遊亭ふう丈     | 三遊亭ふう丈 | 三遊亭ふう丈 | 三遊亭ふう丈 | 三遊亭ふう丈 | 三遊亭ふう丈 |
|            |            |            |            |            |            |  |  |                  |              |              |              |              |              |  |  | 三遊亭わん丈     |              |              |              |              |              |
|            |            |            |            |            |            |  |  |                  |              |              |              |              |              |  |  |                  |              |              |              |              |              |
|            |            |            |            |            |            |  |  |                  |              |              |              |              |              |  |  | 三遊亭ごはんつぶ |              |              |              |              |              |
|            |            |            |            |            |            |  |  |                  |              |              |              |              |              |  |  |                  |              |              |              |              |              |
|            |            |            |            |            |            |  |  | 三遊亭究斗       |              |              |              |              |              |  |  |                  |              |              |              |              |              |
|            |            |            |            |            |            |  |  |                  |              |              |              |              |              |  |  |                  |              |              |              |              |              |
|            |            |            |            |            |            |  |  | 三遊亭彩大       |              |              |              |              |              |  |  |                  |              |              |              |              |              |
|            |            |            |            |            |            |  |  |                  |              |              |              |              |              |  |  |                  |              |              |              |              |              |
|            |            |            |            |            |            |  |  | 三遊亭丈助       |              |              |              |              |              |  |  |                  |              |              |              |              |              |
|            |            |            |            |            |            |  |  |                  |              |              |              |              |              |  |  |                  |              |              |              |              |              |
|            |            |            |            |            |            |  |  | 三遊亭れん生     |              |              |              |              |              |  |  |                  |              |              |              |              |              |
|            |            |            |            |            |            |  |  |                  |              |              |              |              |              |  |  |                  |              |              |              |              |              |
|            |            |            |            |            |            |  |  | 三遊亭はらしょう |              |              |              |              |              |  |  |                  |              |              |              |              |              |
|            |            |            |            |            |            |  |  |                  |              |              |              |              |              |  |  |                  |              |              |              |              |              |